# St. Georg (Bogenhausen)

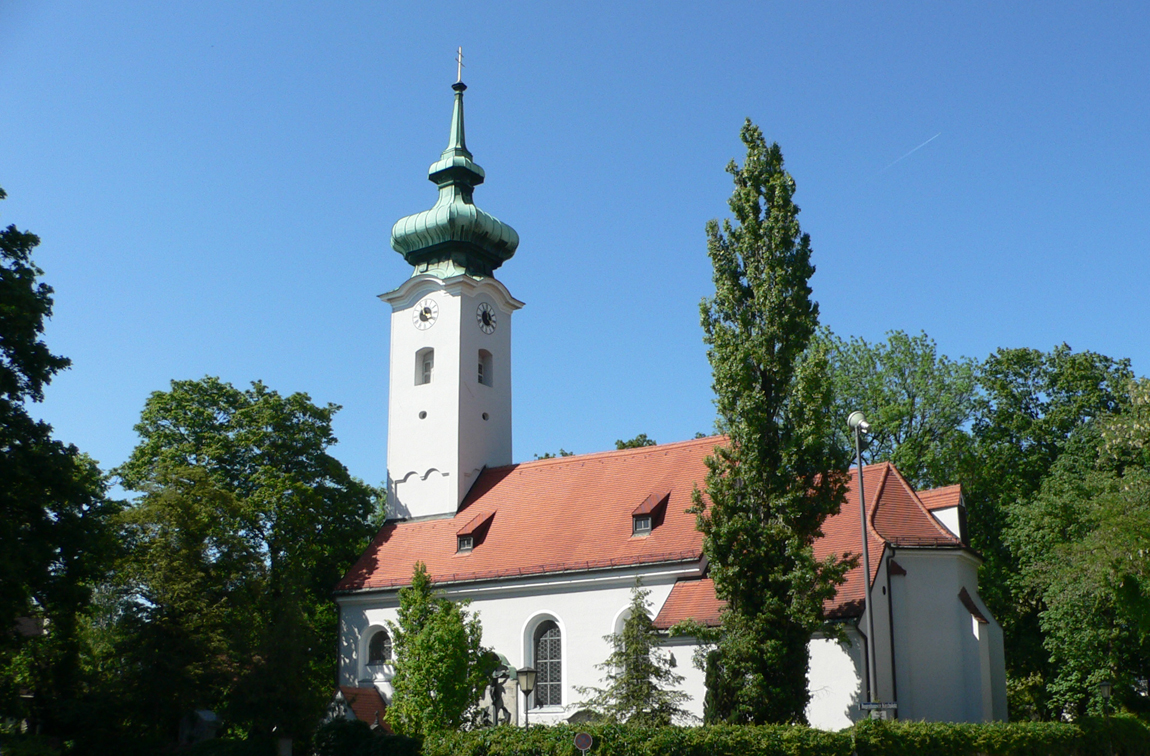
Kirche St. Georg in München-Bogenhausen

Die Katholische Filialkirche St. Georg ist die ehemalige Dorfkirche Bogenhausens und war bis zur Errichtung der Kirche Heilig Blut dessen geistlicher Mittelpunkt. Heute ist sie vor allem für ihren Bogenhausener Friedhof bekannt, auf dem viele Prominente ihre letzte Ruhe fanden.

## Lage
St. Georg (Bogenhauser Kirchplatz 1) liegt am Isarhochufer im Norden des ehemaligen Dorfkerns. Heute südöstlich der Montgelasstraße ist ihre Lage ruhig und idyllisch. In unmittelbarer Nachbarschaft befand sich einst das Hompesch-Schlössl.

## Geschichte
Über den Ursprung der Kirche ist wenig bekannt. Im Gebiet des heutigen Münchens rechts der Isar war sie die Urpfarrei. 1357 wurde sie dem Hochstift Freising inkorporiert.
St. Georg ist Mutterkirche für das ganze Gebiet rechts der Isar zwischen der Menterschwaige, Oberföhring und Haar. Durch die Weihe der Pfarrkirche Heilig Blut 1934 verlor St. Georg den Status als Pfarrkirche und ist seitdem Filiale von Heilig Blut.
Im Zweiten Weltkrieg beinahe unbeschädigt, wurde die Kirche in einer bis zum Jahr 2000 dauernden Generalsanierung wieder in die ursprüngliche Farbfassung Fischers zurückversetzt.
1973 drehte Michelangelo Antonioni in dieser Kirche eine Schlüsselszene seines Films Beruf: Reporter mit Jack Nicholson in der Hauptrolle.

## Baubeschreibung
Die Saalkirche hat einen eingezogenen Kirchturm im Westen. Ihm ist im Süden ein Eingangsraum und im Norden die Taufkapelle beigestellt.
Das Turmuntergeschoss, das vom spätromanischen Vorgängerbau stammt, ist das älteste Zeugnis einer Kirche in Bogenhausen. Wahrscheinlich in der ersten Hälfte des 15. Jahrhunderts wurde der alte Chor durch einen spätgotischen Neubau mit polygonalem Abschluss ersetzt, der bis heute existiert.
1759 initiierten der damalige Bogenhausener Pfarrer Franz Georg Riedl und Graf August Joseph von Toerring, Besitzer des nahe der Kirche gelegenen Schlosses Neuberghausen, die Erneuerung des Kirchenschiffes und gewannen Johann Michael Fischer als Architekten. Der Ausbau zur Rokoko-Kirche begann 1766. Nach Fischers Tod im gleichen Jahr übernahm Balthasar Trischberger die Bauleitung und führte die Aufstockung und Einwölbung durch. Das Langhaus ist durch eine tiefe Empore zweigeteilt. Der vordere Teil hat eine Flachkuppel über Stichkappen und Pendentifs. Den rückwärtigen Teil bedeckt ein flaches Tonnengewölbe. Die Gewölbe malte Philipp Helterhof aus. Die Bauarbeiten waren 1768 vollendet. 1777 erhielt der Kirchturm, in ihm hängen 3 Glocken, seine zweifach eingeschnürte Zwiebel, im selben Jahr wurde die Ausstattung der Kirche vollendet.
Das Pfarrhaus in der Neuberghauser Straße ist ein barocker Satteldachbau, bezeichnet bereits im Jahre 1705.

## Orgel

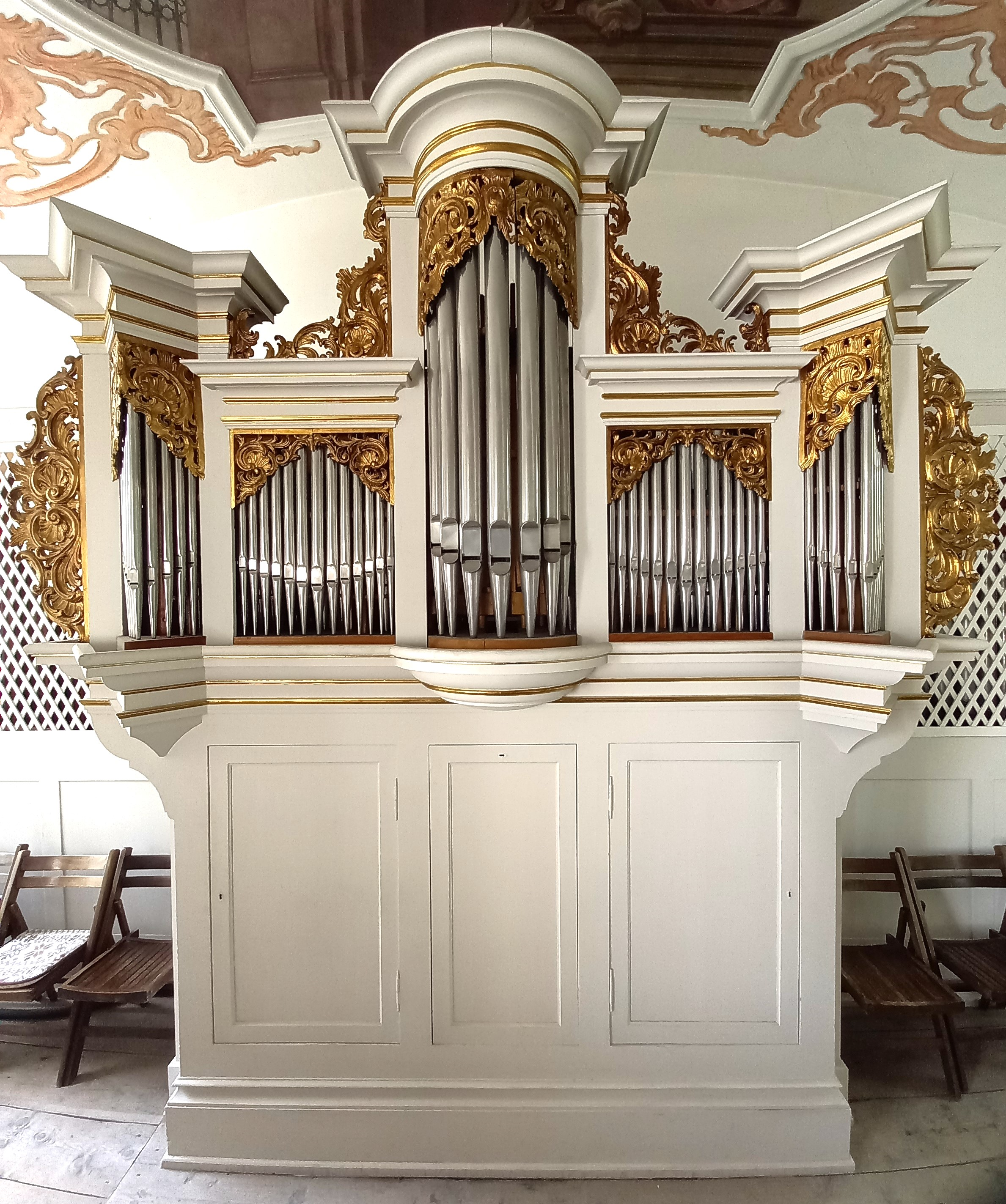
Steinmeyer-Orgel

1958 wurde eine Orgel mit zwei Manualen und Pedal und 12 Registern von dem Unternehmen G. F. Steinmeyer & Co. gebaut. Sie verfügt über elektropneumatische Taschenladen.
Sie hat folgende Disposition:
| I. Manual C–g3 |        |
| Rohrflöte      | 08′    |
| Praestant      | 04′    |
| Waldflöte      | 02′    |
| Mixtur III–IV  | 01 ⁄3′ |

| II. Manual C–g3 |        |
| Gedackt         | 08′    |
| Salicional      | 08′    |
| Nachthorn       | 04′    |
| Prinzipal       | 02′    |
| Quinte          | 01 ⁄3′ |
| Tremulant       |        |

| Pedal C–f1 |     |
| Subbass    | 16′ |
| Oktavbass  | 08′ |
| Pommer     | 04′ |

- Koppeln:  II/I, I/P, II/P
- Spielhilfen: Walze, Tutti, Jalousieschweller, 1 freie Kombination, Handregister

## Bedeutende Kunstwerke

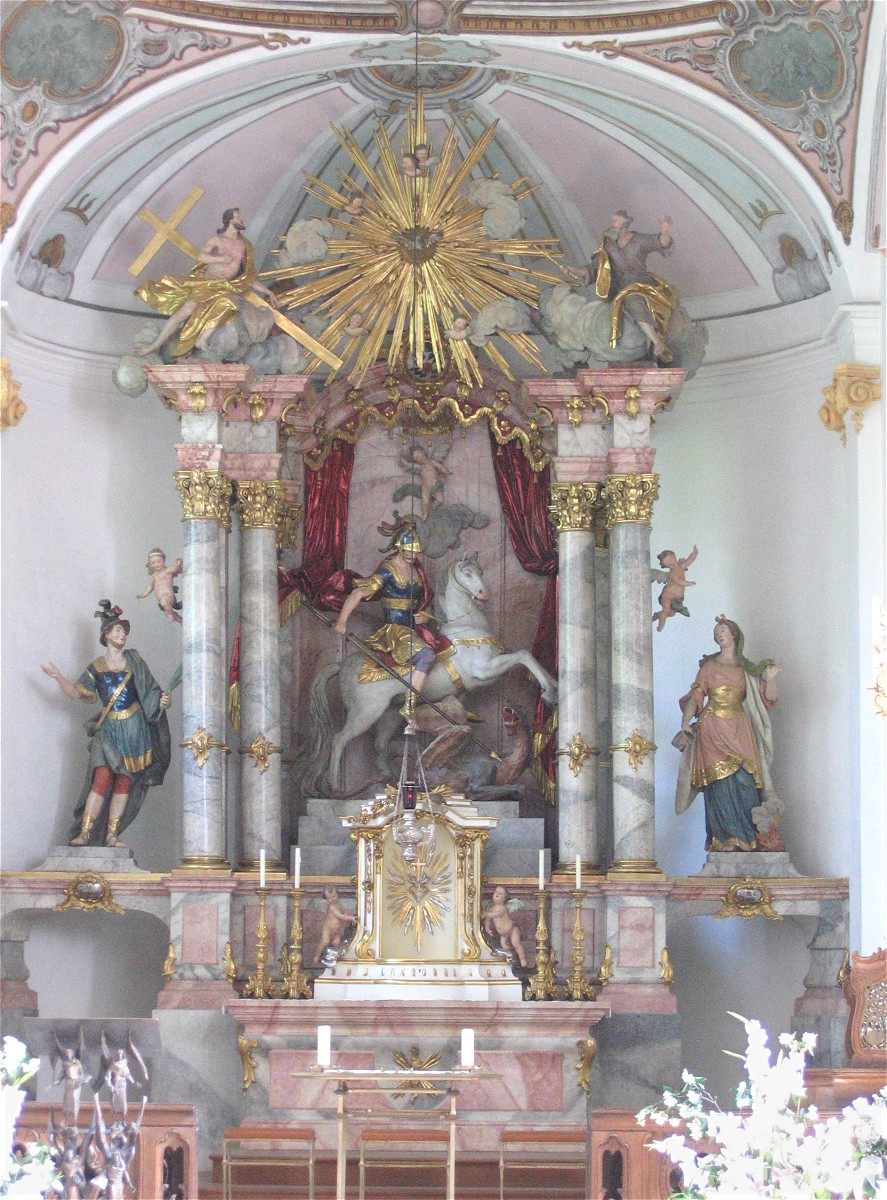
Hochaltar

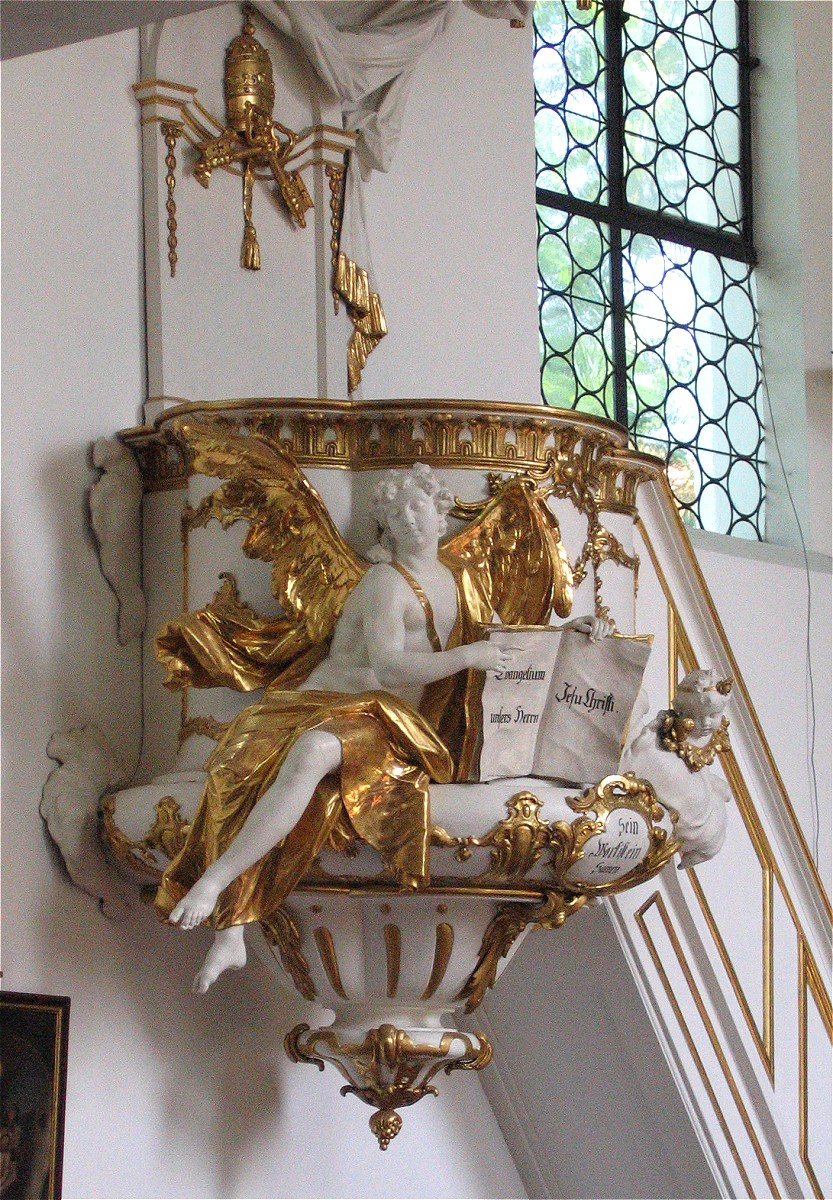
Kanzel

- Hochaltar in Form eines barocken Bühnenaltars mit den Skulpturen des Hl. Georg als Drachentöter, sowie an den Seiten die Heiligen Donatus und Irene (Johann Baptist Straub, 1770–1773)
- Chor-Gewölbefresko Der hl. Georg wird in den Himmel aufgenommen (Johann Philipp Helterhof, 1767/68)
- Gewölbefresko des Gemeinderaums Das Martyrium des Hl. Georgs (Johann Philipp Helterhof, 1767/68)
- Kanzel (Ignaz Günther, 1770–1773)
- Korbiniansaltar (Ignaz Günther, 1770–1773)
- Thronende Madonna (unbekannt, 1628)

## Wirkungsstätte von Pater Alfred Delp

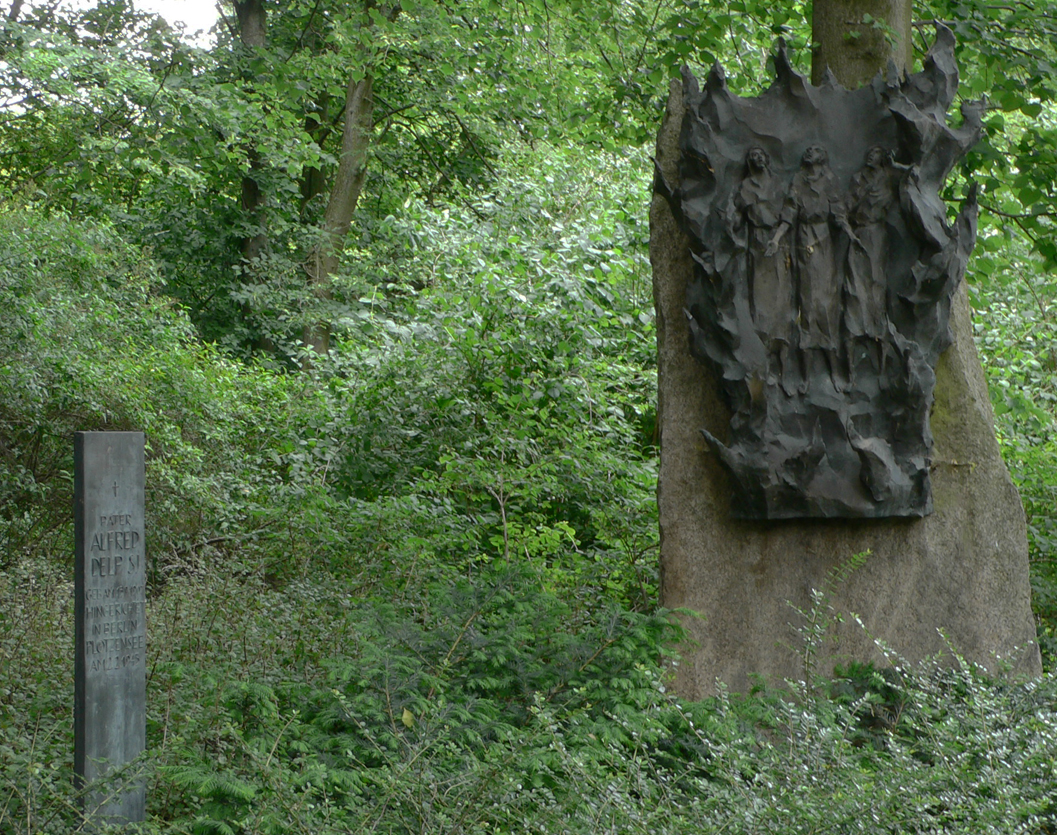
Denkmal für Delp in der Nähe

Pater Alfred Delp SJ war in den 1930er Jahren Kirchenrektor in St. Georg. Im Pfarrhaus von St. Georg kam es zu Treffen des Kreisauer Kreises. Dort wurde Delp nach einer Morgenmesse in St. Georg am 28. Juli 1944 verhaftet.
Ein paar Schritte weiter (bei 48° 8′ 51,53″ N, 11° 36′ 3,86″ O), am Rande der Maximiliansanlagen, wurde Delp ein Denkmal errichtet, das am 23. Mai 1981 durch Kardinal Josef Ratzinger, den späteren Papst Benedikt XVI., geweiht wurde. Es stammt von dem Münchner Künstler Klaus Backmund und stellt die „Drei Männer im Feuerofen“ nach dem Buch Daniel (Dan 3,6 ) dar. Die Inschrift befindet sich auf einer Bronzeplatte, die durch Form und separate Lage an die bayerische Tradition des Totenbrettes anschließt.